# Gerhard Hessenberg
Gerhard Hessenberg (Frankfurt am Main, 16 de agosto de 1874 — Berlim, 16 de novembro de 1925) foi um matemático alemão.

## Vida
Doutorado pela Universidade de Berlim em 1899, orientado por Hermann Amandus Schwarz e Lazarus Fuchs. Seu nome é comumente associado com a geometria projetiva, área em que é conhecido por ter provado que o teorema de Desargues é uma consequência do teorema de Pascal, e na teoria dos conjuntos, onde é conhecido por ter introduzido o conceito de conexão.
Foi palestrante convidado do Congresso Internacional de Matemáticos em Roma (1908: Zaehlen und Anschauung).

## Trabalhos (seleção)
- Ebene und sphärische Trigonometrie. de Gruyter, Berlin (diverse Auflagen).
- Grundbegriffe der Mengenlehre. Abhandlungen der Friesschen Schule, Neue Folge, Band 1, S. 478–706 (auch in Buchform als Sonderdruck erschienen im Verlag Vandenhoeck und Ruprecht, Göttingen 1906).
- Grundlagen der Geometrie. 2. Auflage. de Gruyter, Berlin 1967. (EA 1930)
- Transzendenz von e und π. Ein Beitrag zur höheren Mathematik vom elementaren Standpunkte aus. New York 1965, unveränderter Nachdruck der EA von 1912.
- Vom Sinn der Zahlen. Tübingen/Leipzig 1922.